# Bahnstrecke Jaroměř–Lubawka
| Kursbuchstrecke (SŽ): | 032, 043             |                                                     |                                                |
| Streckenlänge: | 64,72 km             |                                                     |                                                |
| Spurweite: | 1435 mm (Normalspur) |                                                     |                                                |
| Streckengeschwindigkeit: | 100 km/h             |                                                     |                                                |
| |                      |                                                     |                                                |
| \| \| \| von Pardubice hl. n. (vorm. SNDVB) \| \| \| \| 0,487 \| Jaroměř früher Josefstadt \| 260 m \| \| \| \| nach Zawidów (vorm. SNDVB) \| \| \| \| 4,606 \| Rychnovek früher Reichenhof \| 280 m \| \| \| ~9,3 \| Velká Jesenice früher Groß Jesenitz \| 295 m \| \| \| 12,179 \| Česká Skalice früher Böhmisch Skalitz \| 295 m \| \| \| \| nach Náchod (geplant) \| \| \| \| \| von Václavice (vorm. StEG) \| \| \| \| 18,370 \| Starkoč früher Strakotsch \| 350 m \| \| \| 21,327 \| Řešetova Lhota früher Lhota bei Studnitz \| 365 m \| \| \| 24,965 \| Olešnice früher Wolschnitz \| 405 m \| \| \| 28,159 \| Červený Kostelec früher Rott Kostelz \| 425 m \| \| \| \| Rtyně v Podkrkonoší zastávka \| 435 m \| \| \| 30,714 \| Rtyně v Podkrkonoší früher Hertin \| 420 m \| \| \| \| Anschluss důl Zd. Nejedlý (Steinkohlebergwerk) \| \| \| \| 35,448 \| Malé Svatoňovice früher Schwadowitz \| 410 m \| \| \| 38,065 \| Velké Svatoňovice \| 405 m \| \| \| 39,660 \| Suchovršice \| 405 m \| \| \| \| Protektoratsgrenze 1938–1945 \| \| \| \| \| Tunnel Bohuslavický (187 m) \| \| \| \| 43,153 \| Bohuslavice nad Úpou früher Bausnitz \| 405 m \| \| \| \| Teplice nad Metují–Trutnov \| \| \| \| 47,047 \| Trutnov-Poříčí früher Parschnitz \| 405 m \| \| \| \| nach Velký Osek (vorm. ÖNWB) \| \| \| \| 49,359 \| Libeč früher Gabersdorf \| 425 m \| \| \| 54,454 \| Křenov \| 470 m \| \| \| 57,028 \| Bernartice u Trutnova früher Berndorf (b Trautenau) \| 495 m \| \| \| \| von Žacléř (vorm. ÖLEG) \| \| \| \| 60,329 \| Královec früher Königshan \| 525 m \| \| \| 62,08912,794 \| Staatsgrenze Tschechien–Polen \| Staatsgrenze Tschechien–Polen \| \| \| 10,15 \| Lubawka früher Liebau \| Lubawka früher Liebau \| \| \| \| nach Sędzisław \| \| \| \| \| \| \| \| Quellen: [1][2][3] \| \| \| \| |                      |                                                     |                                                |
| Strecke |                      | von Pardubice hl. n. (vorm. SNDVB)                  | von Pardubice hl. n. (vorm. SNDVB)             |
| Bahnhof | 0,487                | Jaroměř früher Josefstadt                           | 260 m                                          |
| Abzweig geradeaus und nach links |                      | nach Zawidów (vorm. SNDVB)                          | nach Zawidów (vorm. SNDVB)                     |
| Haltepunkt / Haltestelle | 4,606                | Rychnovek früher Reichenhof                         | 280 m                                          |
| Haltepunkt / Haltestelle | ~9,3                 | Velká Jesenice früher Groß Jesenitz                 | 295 m                                          |
| Bahnhof | 12,179               | Česká Skalice früher Böhmisch Skalitz               | 295 m                                          |
| Abzweig geradeaus und ehemals nach rechts |                      | nach Náchod (geplant)                               | nach Náchod (geplant)                          |
| Abzweig geradeaus und von rechts |                      | von Václavice (vorm. StEG)                          | von Václavice (vorm. StEG)                     |
| Bahnhof | 18,370               | Starkoč früher Strakotsch                           | 350 m                                          |
| Haltepunkt / Haltestelle | 21,327               | Řešetova Lhota früher Lhota bei Studnitz            | 365 m                                          |
| Haltepunkt / Haltestelle | 24,965               | Olešnice früher Wolschnitz                          | 405 m                                          |
| Bahnhof | 28,159               | Červený Kostelec früher Rott Kostelz                | 425 m                                          |
| Haltepunkt / Haltestelle |                      | Rtyně v Podkrkonoší zastávka                        | 435 m                                          |
| Haltepunkt / Haltestelle | 30,714               | Rtyně v Podkrkonoší früher Hertin                   | 420 m                                          |
| Abzweig geradeaus und ehemals von rechts |                      | Anschluss důl Zd. Nejedlý (Steinkohlebergwerk)      | Anschluss důl Zd. Nejedlý (Steinkohlebergwerk) |
| Bahnhof | 35,448               | Malé Svatoňovice früher Schwadowitz                 | 410 m                                          |
| Haltepunkt / Haltestelle | 38,065               | Velké Svatoňovice                                   | 405 m                                          |
| Haltepunkt / Haltestelle | 39,660               | Suchovršice                                         | 405 m                                          |
| Grenze |                      | Protektoratsgrenze 1938–1945                        | Protektoratsgrenze 1938–1945                   |
| Tunnel |                      | Tunnel Bohuslavický (187 m)                         | Tunnel Bohuslavický (187 m)                    |
| Haltepunkt / Haltestelle | 43,153               | Bohuslavice nad Úpou früher Bausnitz                | 405 m                                          |
| Kreuzung geradeaus oben |                      | Teplice nad Metují–Trutnov                          | Teplice nad Metují–Trutnov                     |
| Bahnhof | 47,047               | Trutnov-Poříčí früher Parschnitz                    | 405 m                                          |
| Abzweig geradeaus und nach links |                      | nach Velký Osek (vorm. ÖNWB)                        | nach Velký Osek (vorm. ÖNWB)                   |
| Haltepunkt / Haltestelle | 49,359               | Libeč früher Gabersdorf                             | 425 m                                          |
| Haltepunkt / Haltestelle | 54,454               | Křenov                                              | 470 m                                          |
| Haltepunkt / Haltestelle | 57,028               | Bernartice u Trutnova früher Berndorf (b Trautenau) | 495 m                                          |
| Abzweig geradeaus und von links |                      | von Žacléř (vorm. ÖLEG)                             | von Žacléř (vorm. ÖLEG)                        |
| Bahnhof | 60,329               | Královec früher Königshan                           | 525 m                                          |
| Grenze | 62,08912,794         | Staatsgrenze Tschechien–Polen                       | Staatsgrenze Tschechien–Polen                  |
| Bahnhof | 10,15                | Lubawka früher Liebau                               | Lubawka früher Liebau                          |
| Strecke |                      | nach Sędzisław                                      | nach Sędzisław                                 |
| |                      |                                                     |                                                |
| Quellen: |                      |                                                     |                                                |

Die Bahnstrecke Jaroměř–Lubawka ist eine Eisenbahnverbindung in Tschechien, die ursprünglich von der k.k. priv. Süd-Norddeutschen Verbindungsbahn (SNDVB) errichtet und betrieben wurde. Sie zweigt in Jaroměř von der Bahnstrecke Pardubice–Zawidów ab und führt über Česká Skalice, Trutnov (Trautenau) und Královec (Königshan) nach Lubawka (Liebau), wo sie in die Bahnstrecke Sędzisław–Lubawka einmündet.
Der Abschnitt Jaromĕř–Trutnov-Poříčí ist Teil des gesamtstaatlichen Netzes („celostátní dráha“), der restliche Abschnitt bis zur Staatsgrenze wurde zur regionalen Bahn („regionální dráha“) abgestuft.

## Geschichte
Der erste Abschnitt der Strecke wurde bereits 1859 in Betrieb genommen, um die Steinkohlebergwerke bei Schwadowitz (heute: Malé Svatoňovice) an die Eisenbahn anzubinden.
Da von Seiten des österreichischen Staates die Fortführung der Strecke bis zur Landesgrenze bei Königshan erwünscht war, wurde der Süd-Norddeutschen Verbindungsbahn am 10. August 1865 per Gesetz ein garantiertes jährliches Reinerträgnis um den Betrag von 252.000 fl. gewährt.  Am 22. August 1865 erhielt die SNDV schließlich die Konzession zum Bau der Strecke. In der Konzession war die Verpflichtung enthalten, die Strecke binnen drei Jahren dem Verkehr zu übergeben.
Nach dem Deutschen Krieg wurde zwischen Preußen und Österreich eine weitreichende Vereinbarung zum Ausbau der Eisenbahnverbindungen zwischen beiden Staaten getroffen. Neben anderen Strecken war in diesem Vertragswerk vom 27. August 1866 auch die Einrichtung einer  Eisenbahnverbindung zwischen Schwadowitz und Landeshut vorgesehen. Am 29. Dezember 1867 wurde der Bau der  grenzüberschreitenden Strecke mit einem Staatsvertrag vereinbart.
Der Bau der Strecke bis Königshan konnte trotz des Krieges wie vorgesehen bis August 1868 fertiggestellt werden. Die Fortführung über die Landesgrenze bis Landeshut wurde im Dezember 1869 in Betrieb genommen.
Eröffnungsdaten:
- Josefstadt–Schwadowitz: 1. Mai 1859
- Schwadowitz–Königshan: 1. August 1868
- Königshan–Liebau: 29. Dezember 1869

Nach der Verstaatlichung der SNDV ging die Strecke am 1. Januar 1908 an die k.k. österreichischen Staatsbahnen kkStB über. Nach dem Ersten Weltkrieg traten an deren Stelle die neu gegründeten Tschechoslowakischen Staatsbahnen ČSD.
Nach der Angliederung des Sudetenlandes an Deutschland im Herbst 1938 kam der Abschnitt von Bausnitz bis Liebau zur Deutschen Reichsbahn, Reichsbahndirektion Breslau. Als Grenzbahnhof wurde der Haltepunkt Bausnitz bestimmt. Im Reichskursbuch war die Verbindung unter der Kursbuchstrecke KBS 155f Ruhbank und Merzdorf (Rsgb)–Landeshut–Königshan(–Schatzlar)–Trautenau(–Freiheit-Johannisbad)–Pelsdorf(–Märzdorf [Böhmen])–Hohenelbe enthalten.

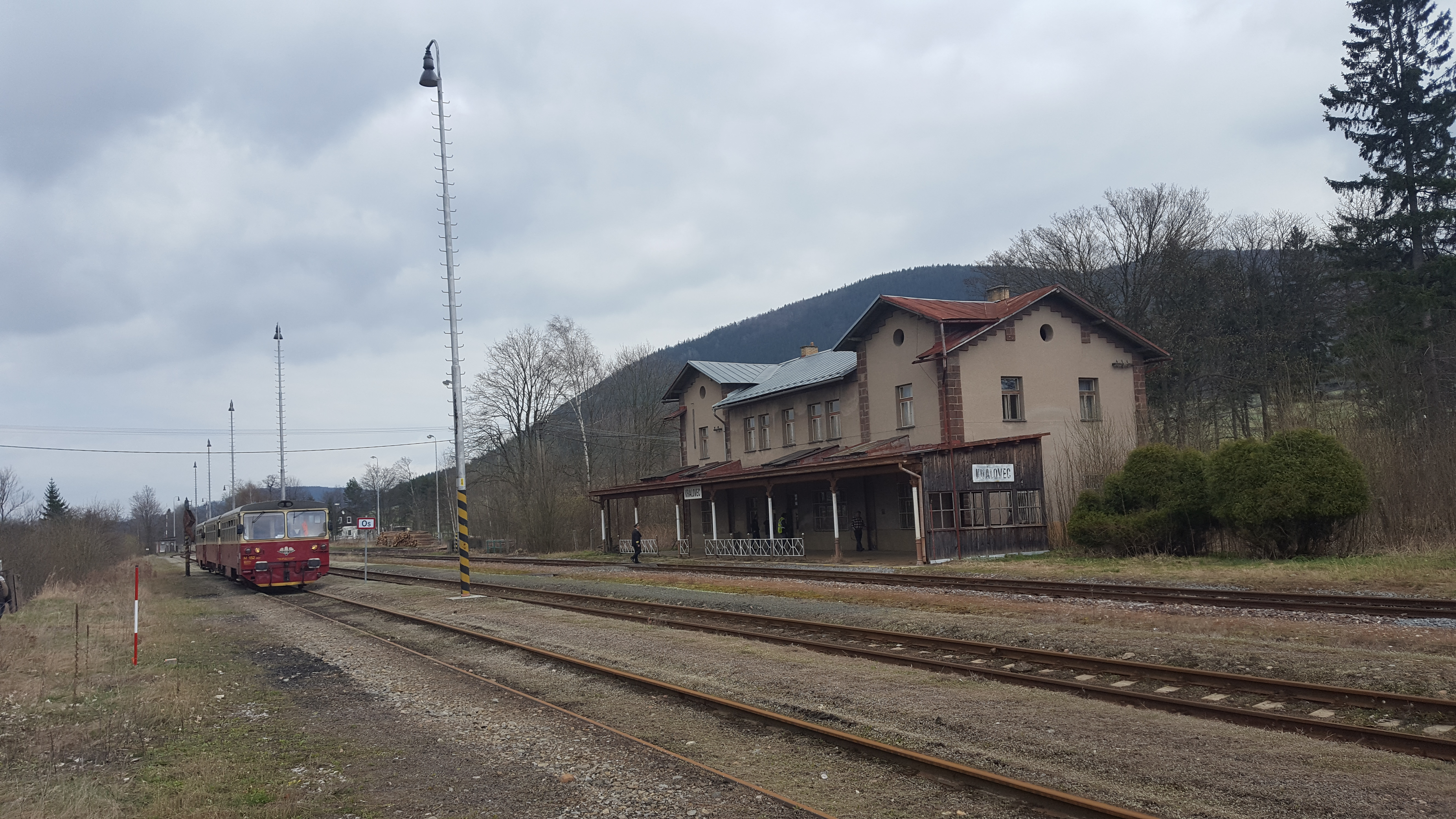
Bahnhof Královec (2017)

Nach dem Ende des Zweiten Weltkriegs kam die Strecke wieder vollständig zur ČSD. Die Bedeutung der Strecke für den grenzüberschreitenden Verkehr verringerte sich nunmehr drastisch. Am 1. Januar 1950 wurde der grenzüberschreitende Personenverkehr mangels Bedarfs eingestellt. Der grenzüberschreitende Güterverkehr wurde allerdings noch bis zum 9. Juni 2001 aufrechterhalten.
Nach der Samtenen Revolution wurde 1991 auch der Steinkohlebergbau in Malé Svatoňovice wegen Unrentabilität eingestellt, der bis dahin ein wichtiger Güterkunde gewesen war. Heute liegt die Bedeutung der Strecke eher im Reisezugverkehr, der Güterverkehr spielt nurmehr eine untergeordnete Rolle.
Neue Perspektiven erhielt die grenzüberschreitende Verbindung mit dem EU-Beitritt Polens und Tschechiens am 1. Mai 2004. Am 7. Juni 2007 wurde der Güterverkehr über die Staatsgrenze offiziell wieder aufgenommen. Am 14. Dezember 2008 wurde auch der planmäßige Reisezugverkehr nach Polen durch das tschechische Eisenbahnunternehmen Viamont, heute GW Train Regio, in der Relation Trutnov–Jelenia Góra wieder aufgenommen. Vorerst verkehrten die Züge allerdings nur an den Wochenenden im Sommer.

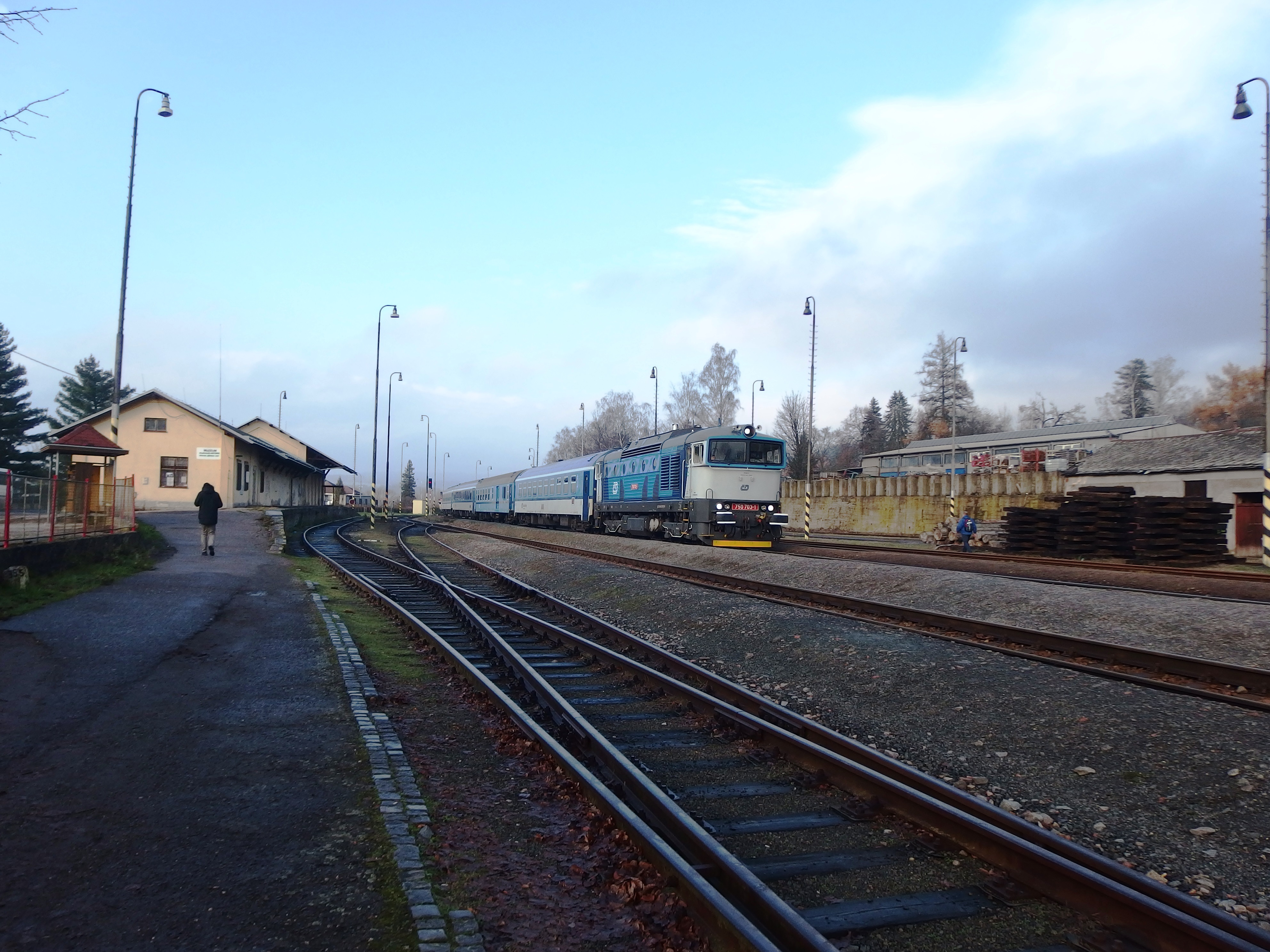
Bahnhof Malé Svatoňovice mit Schnellzug Praha-Vršovice–Trutnov (2017)

Heute wird die Strecke von einer im Zweistundentakt verkehrenden Schnell- bzw. Eilzugverbindung Hradec Králové–Trutnov bedient. Einige der Züge werden von und nach Prag durchgebunden. Nahverkehrszüge verkehren auf den Relationen Jaroměř–Trutnov und Trutnov–Sędzisław. Zwischen Trutnov-Poříčí und Lubawka bzw. Sędzisław fand bis September 2018 nur saisonaler Reiseverkehr am Wochenende statt. Seit Dezember 2018 wird die grenzüberschreitende Strecke wieder täglich von Reisezügen befahren.
Seit dem 1. März 2023 verkehren werktags acht Personenzugpaare auf einer städtischen Linie zwischen Trutnov hl.n., Trutnov-Poříčí und Libeč. Sie wurde eingerichtet, seitdem nach Fertigstellung der polnischen Schnellstraße S3 der Güterkraftverkehr zwischen Polen und Tschechien unerträgliche Ausmaße angenommen hat. So soll eine Alternative zu den Staus im Straßenverkehr angeboten werden.

## Fahrzeugeinsatz

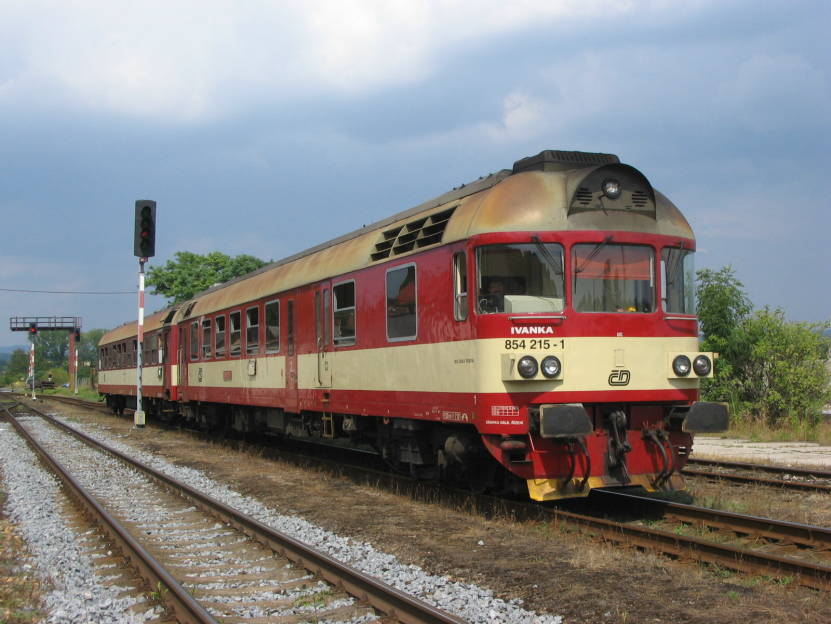
ČD-Baureihe 854 (Česká Skalice, 2006)

Die Eilzüge von Hradec Králové nach Trutnov werden heute vor allem mit den modernisierten Triebwagen der ČD-Baureihe 854 gefahren. Vor den lokomotivbespannten Schnellzügen Prag–Trutnov kommen die leistungsstarken Diesellokomotiven der ČD-Baureihen 750 und 754 zum Einsatz.
Im grenzüberschreitenden Verkehr kamen bis 2017 Triebwagen der Baureihe SA134 der Przewozy Regionalne zum Einsatz. GW Train Regio fährt mit Triebwagen der Baureihe 810.